# 三條站 (香川縣)
三條站（日语：／ Sanjo eki */?）是位於日本香川縣高松市，屬於高松琴平電氣鐵道（琴電）琴平線的鐵路車站，車站編號為K04。本站為琴電線道內可以「途中下車」的指定車站之一。
本站位於「上之町」，但卻借用隔鄰的「三條町」作為站名。有一說法是指過往琴電由高松築港站至佛生山站之間的一段路面，古代曾稱為「香東郡三條」，因而得名。但為何只限此站稱作「三條」則不得而知。

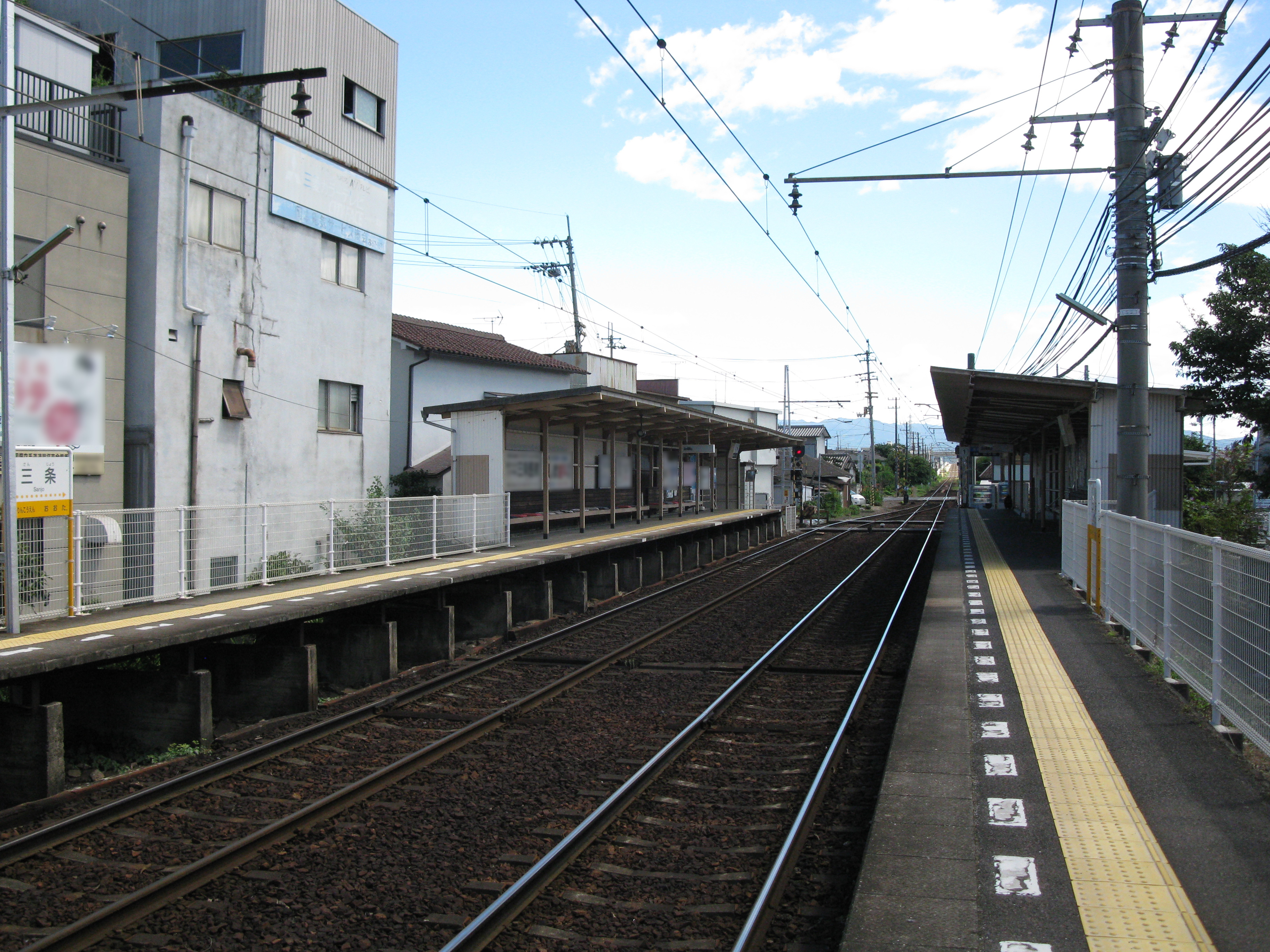
月台（2010年8月）

## 車站設施

### 站房
本站的站房為單層的磚建站房，位於1號月台末端旁。屋頂配以鋼架及鐵皮，並採用開放式的出入口及驗票閘口。出入口設於站房的最右方，進站後的右側放置了一張長椅；左側則為站務室及售票大廳，並設置了一部簡易式售票機。驗票閘口與出入口相對，設有對應IruCa的出、入閘專用拍卡器1組，而職員亦可透過站務室旁的窗口驗票。通過閘口後則設有兩座飲品自動販賣機於平交道口旁，沿左轉為1號月台，橫過平交道後則為2號月台。各月台均已設有無障礙斜道。
本站過去為有人站，但並非任何時間均有站員當值。在平日的清晨及深夜時段、以及土休日晨早及晚上時段均為無人時段，2022年4月29日起改為完全無人化。

### 月台
設有側式月台2個，有效長度達5輛。過往第二期複線化工程未開展時，本站是其中一個列車可交換車站，特別是遇上往返佛生山車庫時的回送列車時。
| 月台 | 路線     | 方向 | 目的地                           | 備註 |
| ---- | -------- | ---- | -------------------------------- | ---- |
| 1    | ■ 琴平線 | 上行 | 高松築港方向                     |      |
| 2    | ■ 琴平線 | 下行 | 佛生山、一宮、瀧宮、琴電琴平方向 |      |

## 歷史
- 1956年3月1日：位於栗林公園站與太田站間的三條站開業。
- 2007年12月9日：本站～太田間因應國道11號高松東道路而作前後高架化工程完成。
- 2020年11月1日：本站～太田間複線化[1]。
- 2022年4月29日：無人化[2]。

## 使用狀況
| 1日上落人數推斷 | 1日上落人數推斷 |
| 年度            | 1日平均人数     |
| --------------- | --------------- |
| 2011            | 2,182           |
| 2012            | 2,300           |
| 2013            | 2,428           |
| 2014            | 2,450           |
| 2015            | 2,651           |
| 2016            | 2,900           |
| 2017            | 3,060           |
| 2018            | 3,125           |
| 2019            | 3,224           |
| 2020            | 2,403           |
| 2021            | 2,403           |
| 2022            | 2,304           |

## 相鄰車站
高松琴平電氣鐵道（琴電）
■琴平線
栗林公園 (K03) - 三條 (K04) - 伏石 (K04A)

## 外部連結
- 高松琴平電鐵三條站資訊 （页面存档备份，存于）（日語）